# 돌아온 쌍용
"돌아온 쌍용"(돌아온 雙龍)은 한국에서 제작된 남기남 감독의 1981년 액션 영화이다. 임자호 등이 주연으로 출연하였고 정웅기 등이 제작에 참여하였다.

## 출연

### 주연
- 임자호
- 백한기
- 최종숙

### 조연
- 김국현

## 기타
- 조명: 김윤덕
- 녹음: 김성찬